# آمرا سادیکوویچ
 آمرا سادیکوویچ (انگلیسی: Amra Sadiković؛ زادهٔ ۶ مهٔ ۱۹۸۹) یک تنیس‌باز اهل سوئیس است. 